# 黎宣
黎宣（英語：Lai Suen，1930年10月5日—），本名黎萱，香港前甘草演員，曾為麗的電視、亞洲電視及無綫電視合約藝員。目前已退出娛樂圈。

## 生平
1930年出生於英屬香港，原祖籍廣東新會，出身電影世家，為香港電影之父黎民偉與平妻林楚楚之女，家中排行第五（自己以外還有10名兄弟姊妹），其姐夫沈昌煥曾任中華民國駐美大使、外交部長及總統府秘書長；堂姐為已故粵語片演員黎灼灼；姪女黎姿亦為女演員。早年電影出道，1970年代加入麗的電視（包括後改至亞洲電視），期間曾參與教育電視演出；至1990年代為無綫電視演員。2010年代以後，黎宣淡出影視圈；2010年拍攝的電視劇《Only You 只有您》是為其最後一部電視作品。
黎宣曾於影視生涯中最為人熟悉者為1992年在香港無綫電視重頭劇《大時代》中飾演丁蟹的母親「何賤/賤婆婆」。1995至1999年，黎宣亦曾參與演出過無綫的處境劇集《真情》，而她在劇中飾演的阮文娟，與譚倩紅、李司棋、薛家燕及樓南光等人合作的母親（阿家）深入民心。
2023年2月24日，以92歲高齡的黎宣和香港資深藝人江圖和余慕蓮一同於香港演藝人協會春茗上，獲該會頒發「傑出演藝大獎」，以表揚其多年來為香港演藝界所作出的貢獻。

## 主持節目（亞洲電視）
- 下午茶 / 午間小敍（1983－1988年）

## 演出作品

### 電視劇（香港電台電視部）

#### 1984年
- 獅子山下︰天生你才 飾 李吉祥母親

#### 1985年
- 獅子山下︰父親

#### 1992年
- 獅子山下︰家

### 廣播劇（香港電台電視部）

#### 2006年
- 獅子山下 飾 黃太太

### 電視劇（麗的電視／亞洲電視）
- 大地恩情 飾 七嬸
- 人在江湖 飾 石母
- 小小心願 飾 范惜香
- 大昏迷 飾 小學教師
- 天使危機 飾 司徒偉
- 大俠霍元甲 飾 陳鳳
- 浮生六刧 飾 蔡黃露茜
- 琥珀青龍 飾 妙雨師太
- 陳真 飾 霍陳氏
- 風塵三奇俠 飾 賈太君
- 家春秋 飾 周氏
- 一江春水向東流 飾 張母
- 八美圖 飾 王若男
- 新不了情 飾 老佛爺
- 鐵膽英雄 飾 朱　嬌
- 再向虎山行 飾 容夫人
- 小生也瘋狂
- 第四代
- 阮玲玉 飾 何阿英
- 白髮魔女傳 飾 紅花鬼母
- 胭脂淚 飾 蘇金娣
- 清末四大奇案之楊月樓奇冤 飾 奶　媽
- 哪吒 飾 姜子牙妻
- 母親 飾 外祖母

### 電視劇（無綫電視）

#### 1992年
- 壹號皇庭 飾 六　嬸
- 大時代 飾 何　賤（賤婆婆）

#### 1993年
- 孽吻 飾 梁　杉
- 壹號皇庭II 飾 梁七妹／七　姑
- 超能幹探Supercop 飾 何帶南
- 馬場大亨 飾 歡婆婆

#### 1994年
- 異度凶情 飾 謝 好
- 再見亦是老婆 飾 簡小妹
- 獨臂刀客 飾 雲婆婆
- 烈火狂奔 飾 顧　萍

#### 1995年
- 刑事偵緝檔案II 飾 趙老太（檔案四：豪門綁架）（趙容幗卿之奶奶）
- 刀馬旦 飾 楊麗
- 廉政英雌之火槍柔情 飾 潘慰欣的媽媽

#### 1995 - 1999年
- 真情 飾 (阿家) 阮文娟

#### 1997年
- 刑事偵緝檔案III 飾 司徒老太（檔案五：密室奇案）（司徒莎莎之祖母）

#### 1998年
- 大澳的天空 飾 梁美春
- 鹿鼎记 飾 郑老夫人
- 師奶強人 飾 李秀琴

#### 1999年
- 鑑證實錄II 飾 馬玉珍
- 創世紀 飾 喜媽（第1、3集）

#### 2000年
- 無業樓民 飾 毛丹
- 新鮮人 飾 何亞唱

#### 2001年
- 異靈靈異 飾 智祖之母
- 勇探實錄 飾 陳年

#### 2002年
- 烈火雄心II 飾 六姐
- 流金歲月 飾 金運年

#### 2003年
- 撲水冤家 飾 吳嬌
- 非常外父 飾 李蘭
- 帝女花 飾 皇太后
- 金牌冰人 飾 譚婆婆
- 戀愛自由式 飾 沙姑
- 皆大歡喜 飾 龍娥（第160集）

#### 2003 - 2005年
- 皆大歡喜 飾 表姑婆（第172集）、游念慈母（第240-241集）、芳姨（第380集）

#### 2005年
- 秀才遇著兵 飾 李三婆
- 我的野蠻奶奶 飾 婆婆（第6集）
- 翻新大少 飾 余淑嫻
- 識法代言人 飾 何群
- 驚艷一槍 飾 神針婆婆（海外首播）

#### 2006年
- 施公奇案 飾 奶媽
- 人生馬戲團 飾 陳三妹
- 高朋滿座 飾 蘇黎細
- 女人唔易做 飾 章柏枝
- 飛短留長父子兵 飾 金婆
- 鳳凰四重奏 飾 顧大媽
- 法證先鋒 飾 白泥婆婆
- 滙通天下 飾 李曉梅（齊百川及齊素蘭之祖母）

#### 2007年
- 天機算 飾 盲　婆
- 學警出更 飾 邱二妹
- 奸人堅 飾 唐　菊（自梳女）
- 蘭花刼 飾 安妮（海外首播，2017年翡翠台首播）

#### 2008年
- 原來愛上賊 飾 謝婆婆
- 與敵同行 飾 唐李素娥
- 東山飄雨西關晴 飾 白秀雲
- 珠光寶氣 飾 陳少好（高長勝之母）

#### 2011年
- Only You 只有您 飾 王九妹（九婆婆）

### 配音（香港電台）

#### 2010年
- 黃金歲月第二集《大海之笑顏．一別六年》：聲演 金城婆婆

### 配音（動畫）

#### 1998年
- 花木蘭 聲演 花婆婆 ♪

#### 2000年
- 恐龍世紀 聲演 美蓮

#### 2003年
- 熊之歷險 聲演 泰娜老太

#### 2012年
- 綠野仙生 聲演 朗瑪婆婆

## 外部連結
- 結婚66年　恩愛如昔　85歲黎宣抱恙拖初戀老公嘆甜品（页面存档备份，存于）-蘋果日報[2017年5月24日]
- 【大台消失8年黎姿姑媽】85歲黎宣滿頭白髮 搭相愛66年老公髀老銅吹風（页面存档备份，存于）-蘋果日報-壹週刊[2017年1月29日]
- 《再向虎山行》人物志 之十三
- 黎宣在互联网电影资料库（IMDb）上的資料（英文）（英文）
- 黎宣在香港影庫上的簡介
- 黎宣在时光网上的簡介（简体中文）